# Pardosa costrica
Pardosa costrica là một loài nhện trong họ Lycosidae.
Loài này thuộc chi Pardosa. Pardosa costrica được Ralph Vary Chamberlin & Wilton Ivie miêu tả năm 1942.